# Natalie Angier
Natalie Angier (16 de febrero de 1958 Bronx, Nueva York) es una escritora y periodista de temas científicos ganadora de Premio Pulitzer; activista pública por el ateísmo y trabaja para The New York Times.

## Premios
- Premio Pulitzer, 1991 (Pulitzer Prize for Beat Reporting)
- Natural Obsessions nombrado "NYT Notable Book of the Year", 1988.
- Natural Obsessions nombrado "AAAS Notable Book of the Year", 1988.
- Premio AAAS de excelencia en periodismo
- Premio Lewis Thomas por sus escritos sobre ciencia y vida.
- Premio internacional General Motors por sus escritos sobre el cáncer.

## Libros
- Natural Obsessions (1988)
- The Beauty of the Beastly (1995)
- Woman: an Intimate Geography (1999)[1]
- The Canon: A Whirligig Tour of the Beautiful Basics of Science (2007), Houghton Mifflin, ISBN 0618242953